# پوپیچه
پوپیچه (به صربی: Popiće) یک منطقهٔ مسکونی در صربستان است که در توتین، صربستان واقع شده‌است. پوپیچه ۳۱۴ نفر جمعیت دارد.